# Hollywood Candy Company
Die Hollywood Candy Company oder Hollywood Brands war ein US-amerikanisches Süßwarenunternehmen aus Hollywood (Minnesota), das 1912 von Frank Martoccio gegründet wurde.

## Geschichte
Hollywood Candy Company wurde 1912 von Frank Martoccio in Hollywood (Minnesota) als Martoccio Macaroni Company gegründet. 1927 wurde die Pendergast Candy Company of Minneapolis aufgekauft und 1933 wurden beide in Hollywood Candy Company umbenannt. Die Pendergast Candy Company entwickelte ein Verfahren, um luftige Candycreme herzustellen, welche dann von Frank C. Mars für den Milky Way kopiert wurde. Im Jahr 1938 zog das Unternehmen mit seinem Sitz nach Centralia (Illinois). Im Jahr 1967 wurde das Unternehmen von Sara Lee aufgekauft, 1988 erwarb die Marke Hollywood Brands das Unternehmen Leaf (Unternehmen). Im Jahr 1996 wurde die Marke von Hershey Company aufgekauft und komplett in das Unternehmen integriert.

## Produkte
- ZERO bar[1]
- Milkshake (Ursprungsversion des Milky Way)[1]
- Butter-Nut[2]
- Pay Day[1]